# Miguel Oviedo
Miguel Ángel Oviedo (Córdoba, 12 ottobre 1950) è un ex calciatore argentino, di ruolo centrocampista. Campione mondiale con l'Argentina nel 1978.

## Carriera

### Club
Inizia la sua carriera nel 1973 nell'Instituto, in seguito passa al Talleres e all'Independiente. Dopo un breve ritorno al Talleres passa al Deportivo Armenio e al Los Andres dove gioca la sua ultima partita nel 1993.

### Nazionale
Nel 1978 fa parte della Nazionale argentina che risulta vittoriosa al Campionato mondiale di calcio.

## Palmarès

### Club

#### Competizioni nazionali
- Campionato argentino: 1

Independiente: Metropolitano 1983

#### Competizioni internazionali
- Coppa Libertadores: 1

Independiente: 1984

### Nazionale
- Campionato mondiale: 1

Argentina 1978